# One World Films
Pour les articles homonymes, voir One World.
One World Films est une société de production cinématographique française fondée en 2005, dont font partie les producteurs Marc du Pontavice, Matthew Gledhill et Didier Lupfer.

## Filmographie
- 2008 : Pour un fils d'Alix de Maistre

- 2010 : Gainsbourg, vie héroïque de Joann Sfar
- 2011 : La Guerre des boutons de Yann Samuell
- 2015 : Loin des hommes de David Oelhoffen
- 2018 : Frères ennemis de David Oelhoffen
- 2024 : Pendant ce temps sur Terre de Jérémy Clapin
- 2024 : Prodigieuses de Frédéric et Valentin Potier